# 塞浦路斯站 (倫敦)
塞浦路斯站（英語：Cyprus DLR station）是碼頭區輕便鐵路的一個車站，位於倫敦東部倫敦碼頭區的塞浦路斯地區。本站可以換乘101、262、366、376、474、678、N551號巴士。

## 外部連結
- Docklands Light Railway website - Cyprus station page （页面存档备份，存于）